# Burhan Çaçan
Burhan Çaçan  (* 17. Oktober 1960 in Eleşkirt, Provinz Ağrı; gest. 12. Januar 2023 in Istanbul) war ein türkischer Sänger und Schauspieler kurdischer Abstammung.

## Leben und Karriere
1978 gewann Çaçan bei einem Amateurgesangswettbewerb der Türkiye Radyo ve Televizyon Kurumu in der ostanatolischen Provinz Erzurum. Danach ging er nach Ankara und anschließend nach Istanbul. 1981 veröffentlichte er sein erstes Album, Sefa Geldin. Außerdem spielte er in insgesamt fünf Filmen mit. Er veröffentlichte auch zwei Alben mit religiösen Liedern (İlahi) sowie ein Album auf Kurdisch namens Burhano. Sein Lied Liseli (Gymnasiastin) wurde längere Zeit auf MTV gesendet. 2008 wurde sein Album Sabaha Kadar (Bis zum Morgen) veröffentlicht. 
Burhan Çaçan war verheiratet und zweifacher Vater.

## Filmografie
- 1981: Makber
- 1986: Ağlama
- 1987: Her Yer Karanlık
- 1989: Ayaz Geceler
- 1990: Yağ Yağmur

## Diskografie

### LPs
- 1981: Sefa Geldin
- 1983: Kızlar Çıktı Çayıra
- 1985: Deh Deyin Kızlar
- 1986: Ben Yarime Neler Alayım
- 1986: İpek Mendil

### Alben
- 1987: Memik Oğlan
- 1988: Ayaz Geceler
- 1989: Yağ Yağmur
- 1990: Vurun Dalgalar
- 1991: Sen Nerdesin & Kış
- 1992: Damla Damla
- 1993: Senden Sonra
- 1994: Mevlüt Ve İlahiler
- 1994: Neden Geldim İstanbul'a
- 1995: Beni Anneme Götürün
- 1996: Unutulmayanlar 1
- 1998: Namussuz Ayrılık
- 1999: İlahiler 99
- 1999: Alınyazım
- 2000: Türküleri Özledim
- 2002: Gecenin Yarısı
- 2004: Sus Dinle
- 2007: Yalan
- 2008: Sabaha Kadar
- 2011: Zor Akşamlar İstanbul'da
- 2015: Bu Gece

### Singles (Auswahl)
- Sende Kaldı Yüreğim
- Sen Neredesin
- Ayaz Geceler